# 沖穆王
沖穆王可指： 
- 邠沖穆王趙材
- 華沖穆王趙埛